# Pissy-Pôville
Pissy-Pôville – miejscowość i gmina we Francji, w regionie Normandia, w departamencie Sekwana Nadmorska.
Według danych na rok 1990 gminę zamieszkiwało 1089 osób, a gęstość zaludnienia wynosiła 97 osób/km² (wśród 1421 gmin Górnej Normandii Pissy-Pôville plasuje się na 209. miejscu pod względem liczby ludności, natomiast pod względem powierzchni na miejscu 281.).